# 原田真二 35th Anniversary BOX＜コンプリート FOR LIFE Years＞
『原田真二 35th Anniversary BOX〈コンプリート FOR LIFE Years〉』（35アニバーサリー・ボックス）は、2012年7月4日に発売された原田真二のボックス・セット。9Blu-specCD＋1DVDの10枚組。

## 概要
- デビュー35周年記念として、デビューを飾った1977年から1979年までの第1期、1983年から1987年の第2期、原田真二フォーライフ在籍時代の音源をBlu-specでコンパイルしたフォーライフ完全盤。
- オリジナル・アルバムや1978年開催・日本武道館公演のライブ音源、オリジナル・アルバム未収録音源など余すところなく収録。
- また特権映像としてライブビデオ『Friday Night Club』（1985年発売）とフォーライフ時代のミュージック・ビデオ集を初DVD化。

## 収録

### Disc.5（Blu-spec）：『Magical Healing』 （1985）
- 追加　10. 伝説KISS (Radio Edit) 〈Bonus Track〉

### Disc.6（Blu-spec）：『DOING WONDERS』 （1986）
- 追加　10. SEXUAL SELECTION (LP Ver.) ★初CD化
- 追加　11. DOING WONDERS (LP Ver.) ★初CD化
- 追加　12. 彼女にアンコール (LP Ver.) ★初CD化

### Disc.8（Blu-spec）：Extra Tracks I
1. シャドー・ボクサー
2. サン・ライズ
3. タイム・トラベル
4. ジョイ
5. サゥザンド・ナイツ
6. スペーシィ・ラブ
7. OUR SONG
8. スウィート・ベイビー
9. 恋をブレンドドレッシング
10. A DAY
11. I LOVE YOU GENTLY ★初CD化
12. MARCH
13. GET OUT OF YOUR HEAD ★初CD化
14. てぃーんず ぶるーす 2007
15. タイム・トラベル 2007
16. 原田真二デビュー直前メッセージ (1977) 〈Bonus Track〉 ★初CD化

### Disc.9（Blu-spec）：Extra Tracks II
1. WRONG WAY
2. 愛してかんからりん
3. Modern Vision (Single Ver.)
4. Danger Man ★初CD化
5. Teardrops
6. Breathe
7. 伝説KISS
8. HEAT DANCING
9. SWEET HEART
10. WEEKEND RAIN ★初CD化
11. WEEKEND RAIN　(ABSOLUTE MIX)
12. LOVE OPERATOR
13. LOVE OPERATOR　(ABSOLUTE MIX)
14. TEEN'S BLUES (PARTY VERSION)
15. 君にもっと近づきたくて
16. CANDY (リメイク Ver.)

### Disc.10（DVD）：『Friday Night Club』 ＋ Music Clips
- Friday Night Club (初DVD化)

1. バンドは金曜日に出来た
2. 永遠を感じた夜
3. SWAY ME
4. Heat Dancing
5. Subwayの夜明け
6. 雨のハイウェイ

- Music Clips (初商品化)

1. 雨のハイウェイ (Music Clip)
2. Teardrops (Music Clip)
3. 寒がりのVOICE (Music Clip)
4. 見つめてCARRY ON (Music Clip)
5. 風をさがした午後 (Music Clip)
6. SWEET HEART (Music Clip)
7. SWEET HEART (Music Clip / Making Ver.)
8. MODERN VISION (TV Spot)
9. Message from Shinji Harada 2012

### 関連作品
原田真二ゴールデン☆ベスト シリーズ
- 第1弾 2002年発売 (1977-1979) GOLDEN☆BEST 原田真二 OUR SONG〜彼の歌は君の歌〜
- 第2弾 2003年発売 (1983-1987) GOLDEN☆BEST 原田真二 Legendary Hits 80's
- 第3弾 2005年発売 (1992-1996) GOLDEN☆BEST 原田真二 1992-1996 SHINE THE LIGHT COLLECTION
- 第4弾 2006年発売 (1980-1981) GOLDEN☆BEST 原田真二&クライシス LIFE〜ポリドール・イヤーズ 1980-1981

デビューアルバム復刻
- 2007年発売 (1978) Feel Happy 2007〜Debut 30th Anniversary〜

レーベル別完全盤
- 2007年発売 (1980-1981) 原田真二&クライシス ポリドール・イヤーズ完全盤
- 2012年発売 (1977-1979) (1983-1987) 原田真二 35th Anniversary BOX＜コンプリート FOR LIFE Years＞

ライブビデオ
- 2005年発売　OUR SONG and all of you (ライヴ・アット・武道館)
- 2013年発売　Shinji Harada 35th Anniverary Special Live!! "The Load to the Light 1st Stage Final"